# 18568 Тюйо
18568 Тюйо (18568 Thuillot) — астероїд головного поясу, відкритий 3 жовтня 1997 року.
Тіссеранів параметр щодо Юпітера — 3,097.
Названо на честь Вільяма Тюйо (1951) — співробітника Інституту небесної механіки, фахівця, що спеціалізувався з питань руху супутників Юпітера, аналізу спостережень затемнень різних планет. Тюйо також регулярно спостерігав покриття зір малими планетами.